# Illhorn
Illhorn är en bergstopp i Schweiz.   Den ligger i distriktet Leuk och kantonen Valais, i den södra delen av landet, 80 km söder om huvudstaden Bern. Toppen på Illhorn är 2 717 meter över havet, eller 254 meter över den omgivande terrängen. Bredden vid basen är 1,9 km.
Terrängen runt Illhorn är huvudsakligen mycket bergig. Närmaste större samhälle är Sierre, 7,0 km nordväst om Illhorn. 
I omgivningarna runt Illhorn växer i huvudsak barrskog. Runt Illhorn är det glesbefolkat, med 15 invånare per kvadratkilometer.